# Nazran
Nazran (ru Назрань) este un oraș situat în partea de sud-est a Federației Ruse, în Ingușetia. La recensământul din 2010 avea o populație de 93.357 locuitori. În perioada 1991-2000 a îndeplinit funcția de centru administrativ al Ingușetiei, după care a fost înlocuit de orașul Magas. Nazran este localizat pe autostrada M29 și are o stație de cale ferată pe linia Rostov-pe-Don - Baku.

## Istoric
Nazran a fost fondat în secolul al XVIII-lea. După ce devinte fort militar în 1817, în localitate are loc un aflux de populație ingușă. În 1967 capătă statut de oraș.

## Evoluția numărului de locuitori
Nazran - evoluția demografică

|  | Graficele sunt indisponibile din cauza unor probleme tehnice. Mai multe informații se găsesc la Phabricator și la wiki-ul MediaWiki. |

Date: Recensăminte sau birourile de statistică - grafică realizată de Wikipedia